# 嵐333号作戦
嵐333号作戦（ロシア語: операция «Шторм-333»）とは、ソビエト連邦の特殊部隊が1979年12月27日に実施した特殊作戦である。ソ連国家保安委員会（KGB）やソ連軍参謀本部情報総局（GRU）の将兵から成るソ連軍特殊部隊は、アフガニスタン民主共和国首都カーブルにある書記長官邸（タジベク宮殿）を襲撃し、アフガンの最高指導者だったハフィーズッラー・アミーン人民民主党書記長を暗殺した。

## 背景
1978年4月、アフガン人民民主党（PDPA）はクーデターによって革命政権を樹立した。これを以って誕生したアフガン民主共和国だったが、当初から急進派（ハルク派）と穏健派（パルチャム派）の党内対立が激しく、また改革に反対するムジャーヒディーンらの抵抗運動は全土へと拡大していた。こうした不安定な情勢の中にあって、PDPA内でもソビエト連邦による軍事介入を求める声が大きくなっていた。
一方、ソ連側ではアフガンがアメリカ合衆国に接近することを危惧していた。ソ連当局ではアフガンのハフィーズッラー・アミーン書記長が首相時代に在カーブルの米国公使代理と極秘会談を行ったことを察知していたほか、KGB議長のユーリ・アンドロポフはレオニード・ブレジネフ書記長に宛てた手紙の中でアミーンの政権獲得に触れ、「9月のクーデターとタラキーの死後、アフガンは我々にとって好ましくない方向へと舵を切った」と述べている。
1979年12月10日、ソ連国防相ドミトリー・ウスチノフは参謀本部に対して1個空挺師団と5個輸送航空師団の展開準備を行うようにと口頭で命じ、トルキスタン軍管区に対しては所属の2個自動車化狙撃兵師団に出撃準備を取らせると共にポンツーン連隊の要員を全て動員せよと命じた。この2日後の12月12日、アフガン侵攻作戦が認可された。

## ソ連軍の戦力
嵐333号作戦の為に、KGBアルファ部隊から24名、KGBゼニート部隊（ヴィンペル部隊の前身）から30名、空挺軍第345空挺連隊第9中隊から87名、GRU第154独立特殊任務支隊からは420名が投入されている。作戦の責任者は第154支隊長のヴァシリー・コレスニクだった。
第154支隊はウズベク、タジク人、トルクメン人など、アフガンにも暮らす人種の兵士によって構成された部隊で、「ムスリム大隊」と通称された。元々は自国軍に不信感を抱いていたタラキー議長の要請を受け、アフガン人に扮して秘密裏に宮殿を警護するべく編成された部隊であり、隊員は記章の無いアフガン国軍の制服を着用していた。情勢不安定な最中、第154支隊には宮殿警護というアフガン側からの任務に加え、KGBからは宮殿の攻略に向けた情報収集を命じられていた。

## 作戦の実施

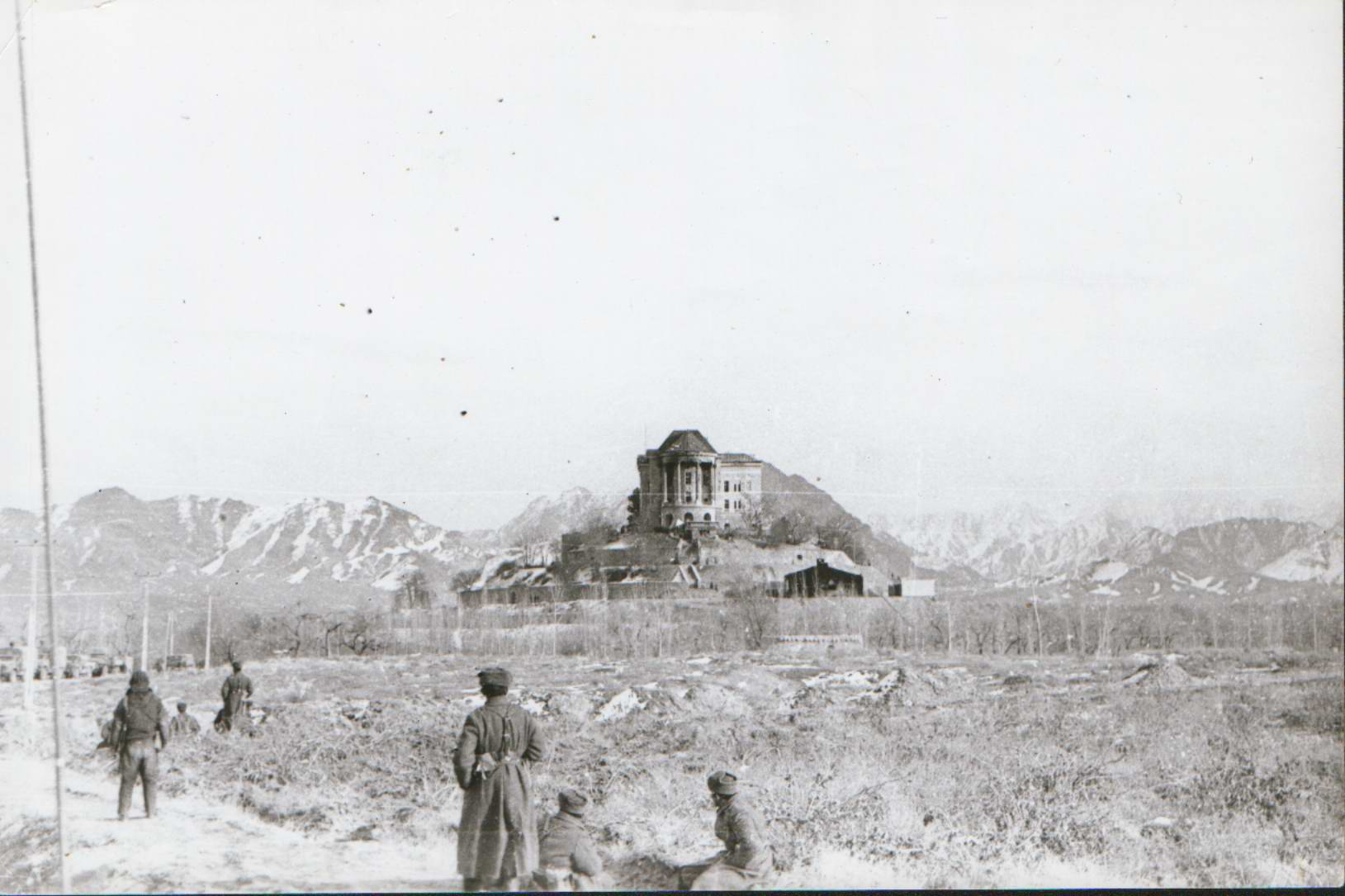
制圧直後のタジベク宮殿

1979年12月27日、アミーン書記長の排除を目的としたバイカル79作戦（Байкал-79）が発動され、カーブル市内の内務省庁舎や秘密警察KHAD本部庁舎、参謀本部庁舎（ダルラマン宮殿）など17箇所の重要施設がKGB、GRU、空挺軍、国境警備隊などに所属するソ連側部隊によって速やかに制圧された。また、かねてより軍事顧問として派遣されていたソ連軍人らの協力もあり、周辺のアフガン国軍部隊は無力化されていた。嵐333号作戦はバイカル79作戦の一環であり、タジベク宮殿の制圧を目的としたものだった。
19時30分、タジベク宮殿への襲撃が始まった。当時、タジベク宮殿では終えたばかりの豪華絢爛な改装を披露するパーティーが催されていた。
装甲車でゲートを突破したソ連側特殊部隊は宮殿に侵入し、手榴弾を用いて一部屋ずつ制圧していった。襲撃に参加した特殊部隊員らは「宮殿内で出会った者は全て殺せ」と命じられていた。後に報じられたところによれば、アミーンは自らも銃を持って抵抗に加わろうとし、最期は下着姿でバーに隠れていたところを特殊部隊員に殺害されたとされる。
宮殿は43分ほどで制圧された。

## その後
アミーンのほか、11歳だったアミーンの息子もこの際に死亡している。アミーンと息子の遺体は宮殿の近くに埋葬された。
嵐333号作戦に参加した第154支隊将兵のうち、283名が戦功メダルまたは勇敢メダル、8名がレーニン勲章、9名が赤旗勲章、43名が赤星勲章を受章した。作戦の責任者だったヴァシリー・コレスニクはソ連邦英雄の称号を得た。
後任のアフガニスタン人民民主党書記長にはバブラク・カールマルが選ばれた。